# Jan Skylitzes

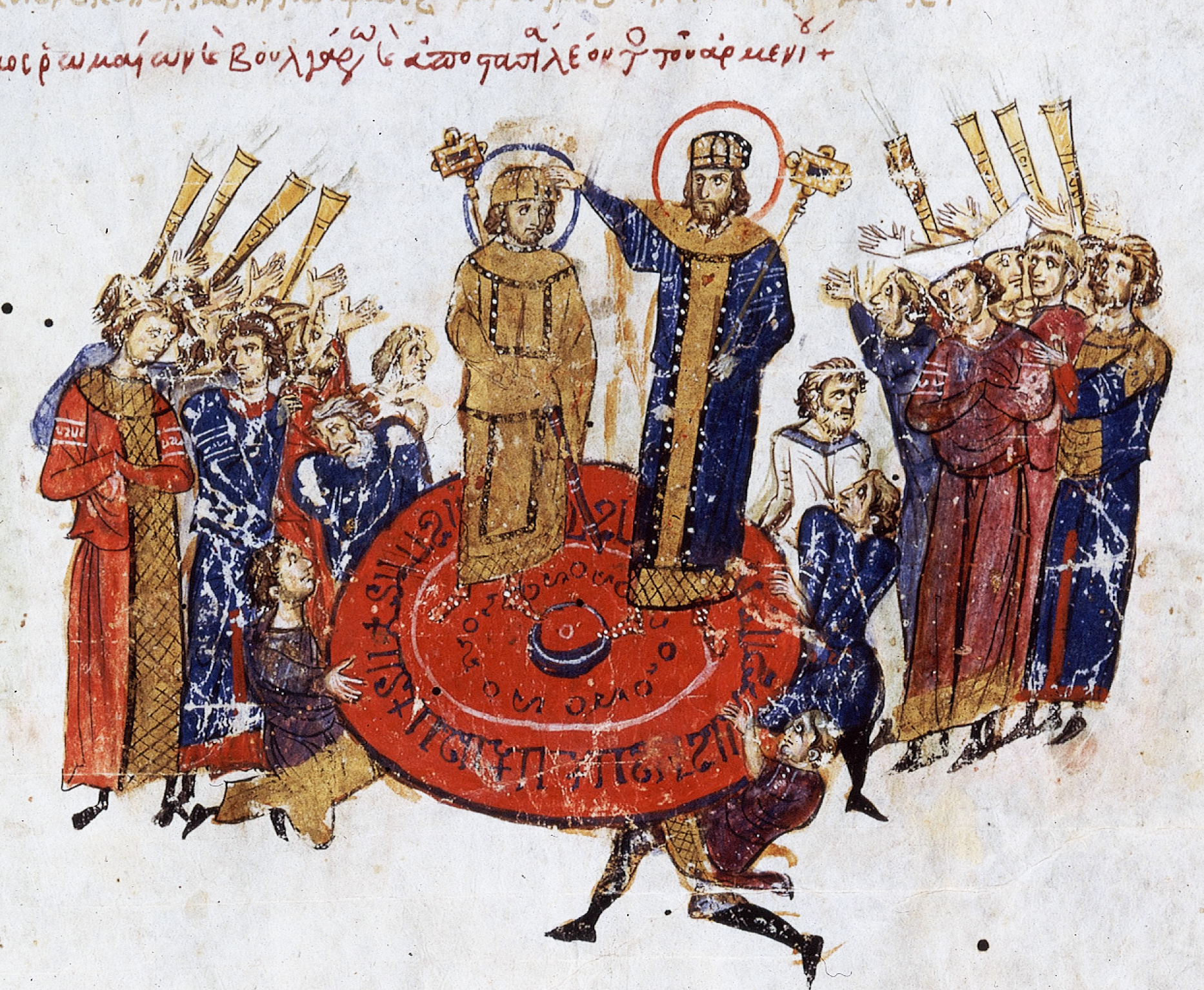
Podniesienie cesarza na tarczy (ilustracja z madryckiego rękopisu Kroniki Skylitzesa)

Jan Skylitzes (gr. Ἰωάννης Σκυλίτζης Iōannēs Skylitzēs) – kronikarz bizantyński z XI wieku. Autor Kroniki obejmującej dzieje Bizancjum w latach 811–1057.

## Dane biograficzne
Pochodził z azjatyckiego temu Thrakesion. W swej karierze piastował wysokie urzędy dworskie: protowestiariosa i dowódcy gwardii przybocznej cesarza (drungários tes bígles). Nosił tytuł kuropalatesa. Wymieniał jako swego rówieśnika Michała Psellosa (1018–1096/97). W 1092 roku napisał traktat prawny poświęcony cesarzowi Aleksemu I Komnenowi.

## Dzieło
Jest autorem Kroniki (tyt. oryg. Epitomé tes historías) obejmującej dzieje Bizancjum w latach 811–1057 – od wstąpienia na tron cesarza Michała I Rangabe do końca panowania Michała VI. Opis rządów Michała Rangabeusza stanowi wstęp do zasadniczej narracji zapoczątkowanej od czasów Leona V Armeńczyka (813). Swe dzieło Skylitzes opracował jako kontynuację kroniki Teofanesa Wyznawcy (o czym wspomina w przedmowie). Posiada ono strukturę typowej kroniki bizantyńskiej, przedstawiając rządy cesarzy rok po roku, a każdy rok omawiając w osobnym rozdziale. 

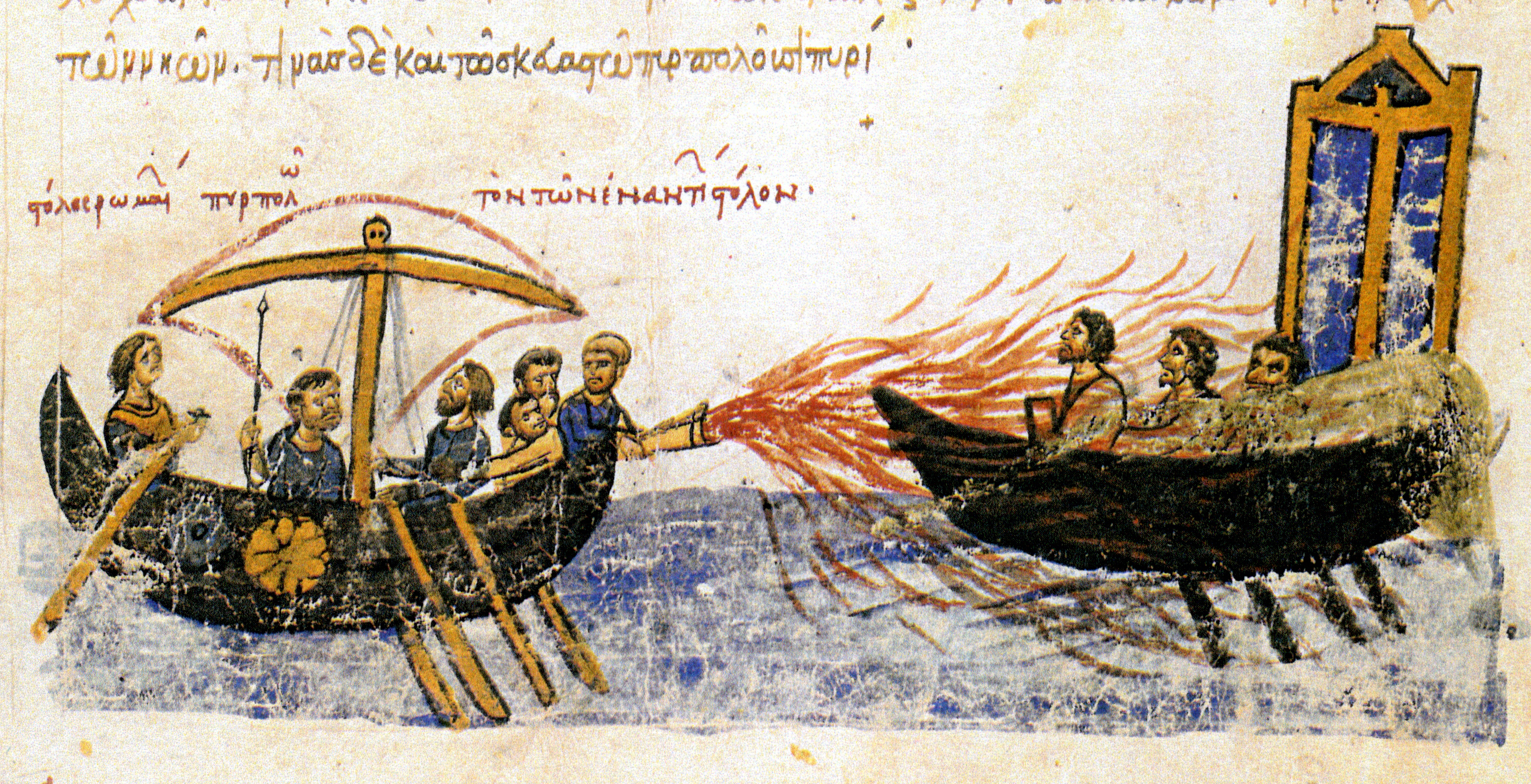
Użycie ognia greckiego – miniatura z madryckiego rękopisu Kroniki

Z historycznoliterackiego punktu widzenia dzieło Skyliztesa jest niezwykle cennym źródłem dla poznania dziejów Bizancjum, a dla okresu 948–961 – jedynym. Korzystnie wyróżnia się spośród innych, dość przeciętnych kronik tego okresu. We wstępie autor dał przegląd współczesnych mu prac historycznych, wymieniając dzieło Jerzego Synkellosa, jego kontynuatora Teofana Wyznawcę, później kolejno prace Michała Psellosa, Teodora Dafnopatesa, Niketasa Paflagończyka, Józefa Genesiosa, Leona Diakonosa, Teodora z Sebastii, Demetriosa z Kyzikos i Jana Lydosa. Pozytywnie ocenia przy tym jedynie dwie pierwsze (Synkellosa i Teofanesa), pozostałym zarzucając powierzchowność i stronniczość. Dlatego – jak wyjaśnia – zdecydował się podjąć trud napisania dobrego podręcznika przy pomocy wielu ksiąg i ustnych przekazów uzyskanych od ludzi starszych. Jego relacja napisana jest stylem potoczystym i ozdobnym, urozmaiconym cytowaniem epitafiów i wierszy.
Podstawowymi źródłami Skylitzesa były:
1. Kontynuacja Teofanesa – dla lat 813–944, przepisana niemal dosłownie; drugą część księgi VI Skylitzes opuścił uważając ją za dzieło Teodora Dafnopatesa (w zamian sięgnął do zaginionej pracy wykorzystanej również przez Leona Diakonosa);
2. Historia cesarzy Józefa Genesiosa – dla okresu niepełnoletności Konstantyna VII i panowania Romana I;
3. samodzielnie zebrany materiał dla opisu rządów Konstantyna VII i Romana II;
4. Historia Michała Attaliatesa – dla okresu cesarza Izaaka Komnena[3].

Autor jest twórcą nowego rodzaju kroniki „odnowionej” – odżegnującej się zarówno od powierzchowności i płycizny dawnych kronik mniszych, jak i od stronniczości niektórych dzieł cesarskiej historiografii bizantyjskiej. Uważając się za rzetelnego historyka o podejściu krytycznym, reprezentował nowy punkt widzenia i program dziejopisarstwa, deklarując pragnienie przekazania ścisłego i dokładnego obrazu wydarzeń historycznych (faktycznie w niewielkiej części zamierzenia te spełnił).  
Ok. 1057 roku Jerzy Kedren włączył niemal dosłownie przepisaną kronikę Skylitzesa do drugiej części swojej Kroniki powszechnej (Synopsis historiké), wydanej w 1839 roku przez J. Bekkera. Pełny tekst dzieła Skylitzesa nadal zawarty jest w rękopisach, wśród których najstarszy pochodzi z XII wieku. Niektóre manuskrypty zawierają Kronikę uzupełnioną o 22 lata, tzn. do drugiego roku panowania Nicefora Botaniatesa (1079). Uzupełnienie dokonane przez anonimowego autora nazywane jest Kontynuacją Skylitzesa; stanowi ona wyciąg z dzieł Michała Attaliatesa i Jerzego Kedrena. Najbardziej znany z rękopisów to bogato iluminowany manuskrypt z XIV wieku przechowywany w madryckiej Bibliotece Narodowej (Biblioteca Nacional de España).